# نگران نباش، خوشحال باش
«نگران نباش، خوشحال باش» (به انگلیسی: Don't Worry, Be Happy) ترانه‌ای از بابی مک‌فرین است که در سال ۱۹۸۸ منتشر شد. عنوان آن بر اساس گفتاوردی از مهربابا است.
این قطعه که در زمان انتشارش ۲ هفتهٔ متوالی صدرنشین ۱۰۰ آهنگ داغ بیلبورد بود، اولین آکاپلایی است که شمارهٔ ۱ آن جدول شده‌است. «نگران نباش، خوشحال باش» در مراسم جوایز گرمی سال ۱۹۸۹ برندهٔ ۳ جایزهٔ «بهترین ضبط سال»، «بهترین ترانهٔ سال» و «بهترین اجرای پاپ دونفره یا گروهی همراه آواز» شد.
این قطعه را معمولاً به اشتباه یکی از آثار باب مارلی می‌دانند. مایکل موستو در ویلج ویس و در گزینش «بَدترین ترانه‌های همهٔ زمان‌ها»، «نگران نباش، خوشحال باش» را در جایگاه نخست فهرست هفت‌تائیش قرار داده‌است.
موزیک ویدئوی «نگران نباش، خوشحال باش» را درو تاکاهاشی کارگردانی کرده و در آن مک‌فرین به‌همراه رابین ویلیامز و بیل اِروین حضور دارند.